# Sławomir Luto
Sławomir Wojciech Luto (ur. 8 marca 1963 w Sejnach) - zapaśnik, najcięższy z polskich sumitów (z wagą 195 kg).
Wraz z Wiesławem Koluchem z Białegostoku, Mariuszem Rzeszewskim z Pyrzyc i Henrykiem Toporem z Wałbrzycha przetarł szlak dla polskiego sumo. Jest bohaterem filmu Byłem bóstwem Shinto (1998) w reż. Henryka Dederki. Ma 194 cm wzrostu.

## Kariera sportowa
W 1985 na Mistrzostwach Europy w Zapasach (Lipsk) zdobył brązowy medal. W 1997 na Mistrzostwach Europy w sumo, w Riesie zdobył dwa historyczne medale - brąz w kategorii plus 115 kg i srebro w kategorii open.
W 2006 został mistrzem Polski na 2. zapaśniczych mistrzostwach Polski weteranów w kategorii powyżej 110 kg.

## Życie prywatne
Ma dwóch synów, Michała i Marcina. Obaj również zajmują się zapasami, drugi ponadto był koszykarzem. Miał sklep Dla nieskarlałych mężczyzn gdzie sprzedawał odzież, znajdujący się przy ul. Międzyborskiej w Warszawie.